# Mozart/Concert Aria's
Mozart/Concert Aria's, sous-titré Un moto di gioia, est une œuvre de danse contemporaine de la chorégraphe belge Anne Teresa De Keersmaeker pour quinze interprètes créée le 30 juillet 1992 lors du Festival d'Avignon.

## Historique
Mozart/Concert Aria's d'Anne Teresa De Keersmaeker a été écrit en collaboration avec le scénographe Jean-Luc Ducourt. Cette pièce est la deuxième création de De Keersmaeker présentée à Avignon, mais cette fois-ci programmée dans la Cour d'honneur.

## Structure
La pièce est une succession de « moments de danse » composant un ensemble baroque emmené par les airs chantés par trois sopranes et dansés sur un parquet de marqueteries en costumes d'époque.

## Fiche technique
- Chorégraphie et concept : Anne Teresa De Keersmaeker
- Mise en scène et concept : Jean-Luc Ducourt
- Danseurs à la création : Nordine Benchorf, Marc Bruce, Bruce Campbell. Vincent Dunoyer, Philipp Egli, Joanne Fong, Thomas Hauert, Muriel Hérault, Marion Levy, Cynthia Loemij, Nathalie Millon, Anne Mousselet, Johanne Saunier, Eduardo Torroja, Samantha Van Wissen[1]
- Musique : Airs de Wolfgang Amadeus Mozart chantés par Charlotte Margiono, Isolde Siebert, Janet Williams et accompagnés de l'Orchestre des Champs-Élysées dirigé par Philippe Herreweghe
- Scénographie : Herman Sorgeloos
- Lumières : Jean-Luc Ducourt
- Costumes : Rudy Sabounghi
- Production : Compagnie Rosas et La Monnaie ; avec l'Exposition universelle de Séville 1992 et le Festival des Flandres.
- Première : 30 juillet 1992 au Festival d'Avignon
- Représentations :
- Durée :